# Dieter Roth
Dieter Roth (n. 1936, Ploiești, Regatul României) este un scriitor german din România, emigrat în Republica Federală Germania (R.F.G.).

## Viața
A absolvit Liceul Johannes Honterus din Brașov.